# Cour de la Reine
La cour de la Reine est une cour intérieure du château de Versailles, en France.

## Localisation
La cour de la Reine est située dans la partie ouest de l'aile sud du château de Versailles. Il s'agit de l'une de quatre cours intérieures du château, avec la cour des Cerfs (aile nord, partie ouest), la petite cour du Roi (aile nord, partie est) et la cour du Dauphin (aile sud, partie est).

## Historique
À la fin du XVIIe siècle, les architectes Le Vau et d'Orbay construisent, sur ordre de Louis XIV, une enveloppe de pierre englobant le vieux château de Versailles, au nord et au sud. Cette construction crée deux cours intérieures, la cour du Roi au nord et la cour de la Reine au sud.
En 1740, les agrandissements du bâtiment conduisent à séparer ces deux cours en deux. Au sud, la cour de la Reine conserve son nom sur la cour créée à l'ouest, l'est prenant celle de cour du Dauphin.